# 莫夏尼齊亞 (奧夫魯奇區)
51°14′55″N 28°35′1″E / 51.24861°N 28.58361°E
莫夏尼齊亞（烏克蘭語：Мощаниця），是烏克蘭北部的村莊，隸屬日托米爾州的科羅斯滕區。該村始建於1820年，面積0.22平方公里，海拔高度177米，2001年人口95，人口密度每平方公里433.79人。